# Перри, Стиви
Стиви Лорен Перри (англ. Stevi Lauren Perry; род. 5 июля, 1990 года) — американская телеведущая, модель и победительница Юная мисс США 2008.

## Биография
Родилась 5 июля 1990 года в городе Хамберг, штат Арканзас.

### Юная мисс Арканзас 2008
Первый титул Юная мисс Арканзас получила 25 ноября, 2007 года. Её сестра Рэйчел Хауэллс, стала обладательницей титула Мисс Арканзас 2008.

### Юная мисс США 2008
В августе 2008 года, представляла штат Арканзас на национальном конкурсе красоты Юная мисс США 2008, прошедший в
Atlantis Paradise Island, Нассау, Багамские Острова. Впервые, конкурс красоты проходил не на территории США. Получила корону от предыдущей победительницы 2007 года — Хилари Крус. Стала первой представительницей штата Арканзас завоевавшая титул Юной мисс США. В 1982 году, представительница штата Арканзас, победила Атли Терри. Конкурсантки из этого штата, продолжительное время не входили в число полуфиналисток.